# Kraljeva borza, London
Kraljevo borzo (angleško Royal Exchange) v Londonu je v 16. stoletju ustanovil trgovec sir Thomas Gresham na predlog svojega agenta Richarda Clougha, da bi delovala kot trgovsko središče City of London. Lokacijo sta zagotovila City of London Corporation in Worshipful Company of Mercers, ki sta še vedno skupaj lastnika. Prvotno fundacijo je slovesno odprla kraljica Elizabeta I. Angleška, ki ji je podelila 'kraljevski' naziv. Sedanja neoklasicistična stavba ima trapezoiden tloris in jo obdajata ulica Cornhill in Threadneedle Street, ki se združita na križišču Bank v središču mesta. Leži v okrožju Cornhill.
Stavbo borze je dvakrat uničil požar in so jo nato obnovili. Današnjo stavbo je zasnoval sir William Tite v 1840-ih. Mesto je skoraj 150 let zasedal Lloyd's of London. Danes Royal Exchange vsebuje bar in restavracijo Fortnum & Mason's, luksuzne trgovine in pisarne.
Tradicionalno so stopnice Kraljeve borze kraj, kjer določene kraljeve razglase (kot je razpustitev parlamenta) prebere glasnik. Po smrti ali abdikaciji monarha in potrditvi pristopa naslednjega monarha na prestol s strani pristopnega sveta je stavba Kraljeve borze ena od lokacij, kjer glasnik javnosti razglasi vladavino novega monarha.

## Zgodovina
Richard Clough je prvotno predlagal gradnjo borze leta 1562, njena prvotna zasnova pa je bila navdihnjena z Antwerpensko borzo, prvo namensko zgrajeno borzo na svetu, s katero je bil seznanjen Thomas Gresham, predstavnik angleške krone v Antwerpnu, in jo je poznal in na kateri sta temeljili tudi zasnovi borz v Amsterdamu (1611) in Rotterdamu.
To je bila prva britanska specializirana poslovna stavba in Clough je nadzoroval uvoz nekaterih materialov iz Antwerpna: kamna, skrilavca, obloge in stekla, za kar je sam plačal na tisoče funtov. Kraljevo borzo je 23. januarja 1571 uradno odprla kraljica Elizabeta I., ki je stavbi podelila kraljevi naslov in dovoljenje za prodajo alkohola in dragocenosti. Samo blagovna menjava je potekala do 17. stoletja. Borznim posrednikom ni bilo dovoljeno vstopiti na Kraljevo borzo zaradi njihovega nesramnega vedenja, zato so morali delovati iz drugih lokalov v bližini, kot je Jonathan's Coffee-House. Prvotna Greshamova stavba je bila uničena v velikem londonskem požaru leta 1666. Na mestu je bil zgrajen drugi kompleks, ki ga je zasnoval Edward Jarman in je bil odprt leta 1669. Vseboval je visok lesen stolp nad južnim vhodom v Corn Hill; ta je sčasoma propadel in leta 1821 je bil nadomeščen z novim kamnitim stolpom in kupolo, ki ju je zasnoval George Smith. Tudi druga borza je pogorela 10. januarja 1838 v požaru, ki ga je povzročila pregreta peč; ogenj je bil viden iz Windsorja, 39 km stran. Uporabljal ga je zavarovalnica Lloyd's of London, ki se je bil po požaru leta 1838 prisiljen začasno preseliti v South Sea House.
- Izvirna kraljeva borza v gravuri Wenceslausa Hollarja
- Druga Royal Exchange Alaina Manessona Malleta leta 1683
- Kraljeva borza s Corn Hilla Thomasa Bowlesa leta 1781
- Notranjost borze v poznem 18. stoletju
- Kraljeva borza leta 1837, malo preden jo je uničil požar, prikazuje nadomestni stolp

### Trenutna stavba
Tretjo stavbo Kraljeve borze, ki stoji še danes, je zasnoval sir William Tite in se drži prvotne postavitve – sestavljena je iz štiristranske stavbe, ki obdaja osrednje dvorišče, kjer so trgovci lahko poslovali. Notranja dela, ki jih je zasnoval Edward I'Anson leta 1837, so bila uporabljena iz betona - zgodnji primer te sodobne gradbene metode. Vsebuje skulpture na pedimentu Richarda Westmacotta (mlajšega) in okrasno lito železo Henryja Grissella Regent's Canal Ironworks. Odprla ga je kraljica Viktorija Britanska 28. oktobra 1844, čeprav se je trgovanje začelo šele 1. januarja 1845.
Paul Julius Reuter je leta 1851 ustanovil tiskovno agencijo Reuters na št. 1, Royal Exchange Buildings (nasproti in vzhodno od Royal Exchange). Kasneje se je preselila na Fleet Street.
- Pogled iz zraka od zadaj
- Načrt pritličja
- Načrt prvega nadstropja

### Portik in pediment
Zahodni konec stavbe je sestavljen iz portika z osmimi korintskimi stebri, na vrhu katerega je pediment, ki vsebuje timpanon z reliefno skulpturo Richarda Westmacotta (mlajšega) s sedemnajstimi figurami, ki predstavljajo londonske trgovce in tuje trgovce. Osrednja alegorična figura predstavlja trgovino nad napisom, ki ga je izbral Albert, princ soprog iz 24. psalma: »Gospodova je zemlja in vse, kar je na njej«. Latinski napis na frizu pravi:

Anno XIII. Elizabethae R. Conditvm; Anno VIII. Victoriae R. Restavratvm.
ali »ustanovljen v trinajstem letu kraljice Elizabete in obnovljen v osmem letu kraljice Viktorije«.

### Kipi
Dva kipa stojita v nišah na osrednjem dvorišču. Karla II. (kopija Johna Spillerja iz leta 1792 po kipu Grinlinga Gibbonsa v središču dvorišča iz 17. stoletja) in kraljice Elizabete I. Musgrava Watsona, 1844. Kip Karla II. je preživel požar leta 1838, ki je uničil prejšnjo borzo. Kip Elizabete I. je bil naročen, ker je bila monarhinja, ki je na borzi podelila status 'kraljevske'.
Pred portikom kraljeve borze je kip Arthurja Wellesleyja, 1. vojvode Wellingtonskega, zadnje delo sira Francisa Leggatta Chantreyja. Bron, uporabljen za ulivanje, je podarila vlada in izvira iz francoskih topov, zajetih med napoleonskimi vojnami. Odkrit je bil 18. junija 1844, na obletnico bitke pri Waterlooju, v navzočnosti saškega kralja.
Med Wellingtonovim kipom in stopnicami je London Troops Memorial v spomin na mrtve vojaške enote, povezane z mestom in okrožjem London med prvo svetovno vojno. Spomenik, ki ga je zasnoval Sir Aston Webb, obdajata dva bronasta kipa vojakov, na vrhu pa je lev, ki ga je izklesal Alfred Drury. Odkrit je bil 12. novembra 1920 v navzočnosti vojvode Yorškega, kasneje kralja Jurija VI.

### Greshamova kobilica
Zlata Greshamova kobilica je vetrokaz Kraljeve borze in je bil grb ustanovitelja, Sir Thomasa Greshama. Legenda pravi, da je kobiličino žvrgolenje nekoč pripeljalo do odkritja najdenčka, ki je postal prvi iz družine Gresham in prednik sira Thomasa Greshama. Vremenska loputa Grasshopper je bila rešena iz požara leta 1838 in je dolga 3,4 m. Stoji 54 m nad nivojem ulice na stolpu z uro, ki ima uro Edwarda Johna Denta. Shem Drowne je leta 1742 izdelal podobno vremensko loputo v obliki kobilice na Faneuil Hallu v Bostonu v Massachusettsu, navdihnil pa jo je londonski primer.

### Zvonovi
Stolp vsebuje 15 zvonov, ki sta jih leta 1844 ulila Charles in George Mears iz Whitechapela, z mehanizmom, ki lahko igra God Save the King, The Roast Beef of Old England, Rule Britannia! in psalm 104. Njihova skupna teža je 131 cwt. I qr. Prvotni načrt je bil, da bi imeli enako število zvonov kot pred požarom (devet), vendar so to povečali na 15 na predlog Edwarda Johna Denta, ki je po obisku Bruslja, da bi pridobil informacije o razporeditvi kariljonov, bil prepričan, da priporoči to številko, da bi lahko predvajali večji obseg melodij. Profesor Taylor je odboru svetoval, naj jih poveča na petnajst, kar bi nato omogočilo igranje v treh oktavah. Največji je tudi urni zvon in nosi naslednji napis Cast for the Royal Exchange in the year of grace 1844; Richard Lambert Jones, predsednik odbora Gresham College; Daniel Watney, poveljnik družbe Mercers; Ebenezer Trottman, asistent; William Tite, arhitekt; Charles in George Mears, ustanovitelja. Na ostalih je samo napis Royal Exchange, 1844.

## Sodobna uporaba
Leta 1982 je bila Kraljeva borza v slabem stanju – zlasti steklena streha je bila v nevarnosti, da se zruši. Novoustanovljena londonska mednarodna borza finančnih terminskih pogodb (LIFFE) je bila glavni najemnik, ki je uporabljala dvorišče za trgovalni prostor, vse pa je bilo narejeno brez poseganja v okvir prvotne stavbe. Liffe se je preselil na Cannon Bridge leta 1991.
Leta 2001 je bila Kraljeva borza (notranjost in dvorišče) znova obsežno prenovljena, tokrat s strani arhitektov Aukett Fitzroy Robinson. Dela so vključevala obnovo strukture stavbe, prizidek pisarne v dveh nadstropjih in zamenjavo strehe nad dvoriščem.
V pasu ob vzhodnem vhodu v Royal Exchange stojita dva kipa: eden Paula Juliusa Reuterja, ki je tam ustanovil svojo tiskovno agencijo, in eden Georgea Peabodyja, ki je ustanovil Peabody Trust in podjetje, ki je postalo J. P. Morgan & Co.
Leta 2013 je Anglo Irish Bank prodala najem Royal Exchange kanadskemu nepremičninskemu podjetju Oxford Properties. Napovedano je bilo, da bo lokacija prodana s 104-letnim najemom. Oxford Properties Group, oddelek Ontario Municipal Employees Retirement System, je kupil trgovski center za 86,5 milijona funtov. Oktobra 2022 je Ardent UK pridobil maloprodajni del borze od skupine Oxford Properties Group za približno 50 milijonov funtov.